# 哈通哈卡科查湖
9°29′17″S 77°14′51″W / 9.48806°S 77.24750°W
哈通哈卡科查湖（Hatun Jacacocha），'是秘魯的湖泊，位於該國北部安卡什大區的瓦里省，處於瓦斯卡蘭國家公園，長0.18公里、寬0.12公里，該湖泊海拔高度4,190米。